# Ràtzia hongaresa a la península Ibèrica (942)
L'any 942 una ràtzia hongaresa travessà saquejant-los els comtats carolingis, en especial els comtats de Besalú i Girona, arribaren a les portes de Barcelona i després s'encaminaren a les muralles de la ciutat de Làrida, que quedà assetjada a principis de juliol, amb una incursió a Wasqa en què van prendre el caid de Barbastre, però finalment foren derrotats per l'exèrcit musulmà de Muhammad ibn Hashim al-Tugibí, que poc abans havia recuperat a Garcia Sanxes I de Pamplona les penyes de Sen i Men, i el 5 d'abril en la Batalla de Tudela.
En la seva fugida per traspassar els Pirineus, van ser derrotats en la batalla de Baltarga per les host conjuntes catalanes i provençals.